# Diecezja Leeds (anglikańska)
Diecezja Leeds (ang. Diocese of Leeds) – diecezja Kościoła Anglii w północnej Anglii, w metropolii Yorku. Jest najmłodszą i zarazem największą pod względem powierzchni diecezją Kościoła Anglii, a także jedyną dotychczas erygowaną w XXI wieku. 

## Historia
Diecezja powstała w wyniku reformy administracji kościelnej na obszarze historycznego Yorkshire, która została zatwierdzona przez Synod Generalny Kościoła w dniu 9 maja 2013 r., zaś weszła w życie 20 kwietnia 2014 r.  W latach 2014-2016 władze diecezjalne wymiennie z nazwą oficjalną używały również określenia diecezja West Yorkshire i the Dales, odwołującego się do położenia geograficznego diecezji. W lipcu 2016 biskup diecezjalny Nick Baines zdecydował, iż dla uniknięcia zamętu, jaki niekiedy powodowało zamienne posługiwanie się dwiema nazwami, odtąd używana będzie wyłącznie nazwa oficjalna, czyli diecezja Leeds. W praktyce często przed nazwą dodawane jest jeszcze określenie "anglikańska", dla odróżnienia od mającej siedzibę w tym samym mieście diecezji rzymskokatolickiej. 

## Organizacja
W chwili powstania diecezji na jej terytorium znalazły się trzy kościoły mające przed reformą administracyjną status katedry. Postanowiono, co stanowi unikatowe w Kościele Anglii rozwiązanie, iż wszystkie zachowają swój status i będą traktowane jako równorzędne współkatedry diecezjalne. Na czele diecezji stoi biskup diecezjalny z tytułem biskupa Leeds. Wspiera go pięcioro biskupów pomocniczych, z których każdy odpowiada za określony geograficznie tzw. obszar biskupi. Czworo biskupów nosi tytuły od miast swojego obszaru: Ripon, Wakefield, Bradford i Huddersfield. Piąty biskup pomocniczy odpowiada za obszar wokół Leeds, jednak dla odróżnienia od biskupa diecezjalnego, nosi tytuł biskupa Kirkstall. Dla każdego obszaru biskupiego ustanowiony został także archidiakon, pomagający biskupowi. 